# Wielki Zderzacz Hadronów

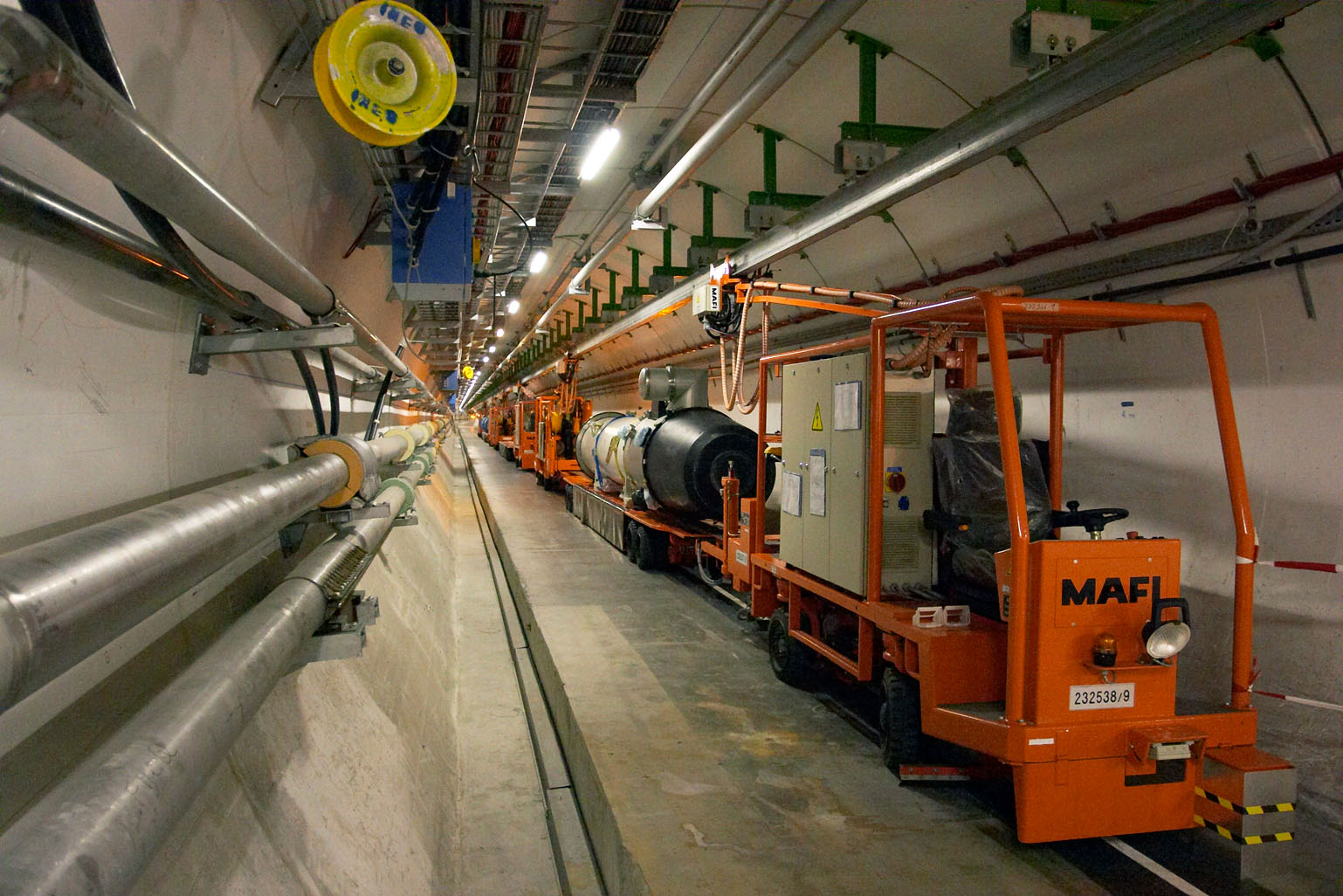
Tunel LHC, w którym montowane są nadprzewodzące elektromagnesy

Lokalizacja miejsca eksperymentu

Wielki Zderzacz Hadronów (ang. Large Hadron Collider, LHC) – największy na świecie akcelerator cząstek (hadronów), znajdujący się w Europejskim Ośrodku Badań Jądrowych CERN w pobliżu Genewy. LHC jest położony na terenie Francji oraz Szwajcarii.
Wielki Zderzacz Hadronów jest największą maszyną świata. Jego zasadnicze elementy są umieszczone w tunelu w kształcie torusa o długości około 27 km, położonym na głębokości od 50 do 175 m pod ziemią. Wyniki zderzeń rejestrowane są przez dwa duże detektory cząstek elementarnych: ATLAS i CMS, dwa mniejsze ALICE i LHCb oraz trzy małe: TOTEM, LHCf i MoEDAL.
Urządzenie od 2008 miało zderzać dwie przeciwbieżne wiązki protonów. Energia zderzeń miała wynosić 14 TeV.

## Cel
Głównym celem eksperymentów prowadzonych w LHC jest lepsze poznanie cząstek elementarnych. W szczególności fizycy chcą potwierdzić lub obalić istnienie bozonu Higgsa (potwierdzono w 2012 roku), cząstki ciemnej materii, superpartnerów, wyższych wymiarów, monopolu magnetycznego i aksjonu.

## Kalendarium
- 16 grudnia 1994 – rada CERNu zatwierdziła rozpoczęcie projektu LHC z projektowaną energią zderzeń 14 TeV i włączeniu go w bazowy program badawczy organizacji. Budowa akceleratora miała ruszyć po zakończeniu pracy akceleratora LEP[4].
- 2 listopada 2000 – zamknięcie akceleratora LEP. W jego tunelu znajdzie się przyszły akcelerator LHC.
- 10 września 2008 – uruchomiono akcelerator LHC, wpuszczono wiązkę protonów w kierunku zgodnym z ruchem wskazówek zegara, a następnie powtórzono eksperyment z wiązką biegnącą w przeciwną stronę. Wiązki nie były przyspieszane w LHC i miały energię 450 GeV (0,45 TeV).
- 19 września 2008 – w czasie testów mocy (bez wiązki) nastąpiło zwarcie na wadliwie wykonanym połączeniu elektrycznym między dwoma nadprzewodzącymi magnesami. Powstały najprawdopodobniej łuk elektryczny doprowadził do stopienia się złącza i rozszczelnienia magnesów. Implozja związana z rozszczelnieniem doprowadziła do wyzwolenia dużej energii, która zniszczyła lub uszkodziła blisko 60 magnesów (w większości 22-tonowych dipoli). Nastąpił wyciek kilku ton ciekłego helu do tunelu. Naprawa awarii trwała około 14 miesięcy[5].
- 20 listopada 2009 – start LHC po trwającej 14 miesięcy naprawie
- 13 grudnia 2009 – zarejestrowanie przez detektor CMS mionów.
- 27 lutego 2010 – pierwsza wiązka w 2010 roku.
- 18–19 marca 2010 – pierwsze synchroniczne podniesienie natężenia prądu w magnesach do 6000 A i uzyskanie wiązek o energiach 3,5 TeV.
- 30 marca 2010 – pierwsze zderzenia wiązek protonów o energii 3,5 TeV (energia zderzenia 7 TeV).
- 8 listopada 2010 – pierwsze zderzenia jonów ołowiu o energii 1,38 TeV na nukleon (energia zderzenia pary nukleonów 2,76 TeV).
- 22 sierpnia 2011 – na konferencji Lepton-Photon w Mumbaju podano aktualne rezultaty poszukiwań cząstki Higgsa modelu standardowego oparte na wynikach eksperymentów CMS i ATLAS przy Wielkim Zderzaczu Hadronów LHC. Przeanalizowane dane wykluczały istnienie standardowego Higgsa o masie pomiędzy 145 GeV i 466 GeV. Pozostawał do zbadania obszar pomiędzy 114,4 GeV (granica z LEP) i 145 GeV oraz, uważany za znacznie mniej prawdopodobny, obszar 466-800 GeV[6].
- 31 października 2011 – po 180 dniach pracy akceleratora zakończono zbieranie danych ze zderzeń proton – proton na rok 2011 przy energii 3,5 TeV na wiązkę. Zebrano około 6 odwrotnych femtobarnów danych, sześciokrotnie więcej niż planowano na ten okres. Akcelerator został przygotowywany do biegu ciężko jonowego, który podobnie jak w 2010 roku ma potrwać cztery tygodnie[7].
- 13 grudnia 2011 – ogłoszono, że detektory CMS i ATLAS pokazują wzrost intensywności w przedziale 124–125 GeV, który może być szumem lub wskazywać na odkrycie bozonu Higgsa[8].
- 22 grudnia 2011 – ogłoszono obserwację nowej cząstki, stanu χb (3P) bottomonium[9].
- 4 lipca 2012 – CERN ogłosił wstępne wyniki analizy danych zebranych w latach 2011–2012 przez eksperymenty CMS i ATLAS, wskazujące na odkrycie nowej cząstki elementarnej, bozonu Higgsa o masie około 126 GeV, najcięższego jaki do tej pory został zaobserwowany[10].
- 13 kwietnia 2013 – zespoły pracujące przy detektorach CMS i ATLAS potwierdziły otrzymanie bozonu Higgsa[11].
- 14 kwietnia 2021 – po analizie badań z Wielkiego Zderzacza Hadronów oraz Tevatronu potwierdzono istnienie odderonu, co Leszek Łukaszuk przewidział teoretycznie w 1973 r.[12]

## Koszt
- 4,6 miliarda CHF całkowitego kosztu akceleratora
- 1,1 miliarda CHF całkowitego udziału CERN w eksperymencie
- 0,26 miliarda CHF całkowity udział w przetwarzaniu danych[13]

## Budowa i działanie

Schemat LHC i urządzeń towarzyszących: ATLAS, CMS, ALICE, LHCb, synchrotrony protonowe (PS, SPS), akceleratory liniowe (P, Pb)

LHC jest zbudowany w tunelu akceleratora LEP (Large Electron Positron Collider – Wielki Zderzacz Elektronowo-Pozytonowy).
Na schemacie zaznaczono akceleratory oraz detektory współpracujące z głównym akceleratorem (LHC).

### Przyspieszanie
Przyspieszane cząstki (protony) rozpoczynają swą drogę w akceleratorze liniowym – akceleratorze protonów (Linac 2, na schemacie P), jony o masie aż do masy ołowiu są przyspieszane w oddzielnym akceleratorze (Linac 3 – Pb).
Dalsza droga protonów i jonów jest wspólna, najpierw trafiają do Bustera Synchrotronu Protonowego (PSB, przyspieszanie 50 MeV – 1,6 GeV), następnie do Synchrotronu Protonowego (PS), w którym wiązka uzyskuje energię do 26 GeV i jest kształtowana.
Dalej Supersynchrotron Protonowy (SPS ang. Super Proton Synchrotron) przyspiesza protony do energii 450 GeV (0,45 TeV), na wyjściu z tego akceleratora można ukształtować dwie wiązki, które w LHC będą poruszały się w przeciwne strony.
Protony w każdej z wiązek będą przyspieszane do energii 7 TeV (środek masy wiązki względem laboratorium), co daje energię 14 TeV (CM) na zderzenie.

### Eksperymenty

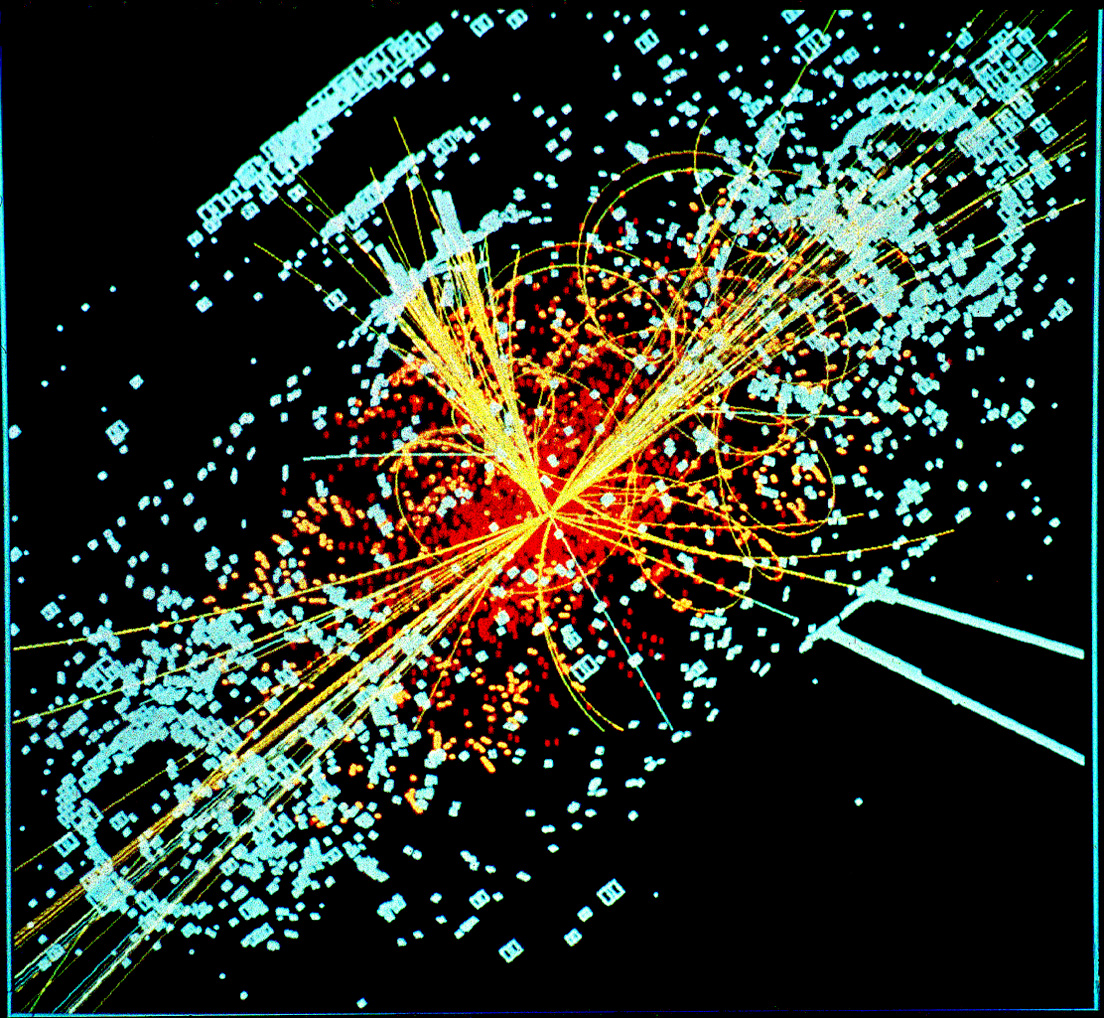
Symulacja komputerowa wyniku zderzenia cząstek

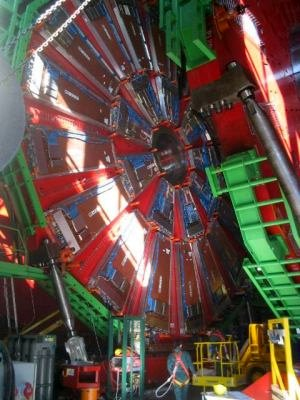
Detektor CMS

Gdy przyspieszone wiązki są zderzane, zbieraniem i analizą danych zajmuje się sześć eksperymentów skupionych wokół następujących detektorów:
- ATLAS (A Toroidal LHC ApparatuS) – toroidalny detektor ogólnego przeznaczenia,
- CMS (ang. Compact Muon Solenoid) – detektor ogólnego przeznaczenia zaprojektowany ze szczególnym naciskiem na identyfikację mionów i uzyskanie dużej rozdzielczości pomiaru ich pędów,
- LHCb (ang. Large Hadron Collider beauty) – detektor mezonów B,
- ALICE (ang. A Large Ion Collider Experiment) – detektor do obserwacji wyników zderzeń jonów,
- TOTEM (ang. TOTal Elastic and diffractive cross section Measurement) – badanie całkowitych przekrojów czynnych, rozpraszania elastycznego i dysocjacji dyfrakcyjnej,
- LHCf (ang. Large Hadron Collider forward) – symulacja promieniowania kosmicznego w laboratorium.
- MoEDAL (ang. Monopole and Exotics Detector at the LHC) – poszukiwanie powolnych i silnie jonizujących stabilnych cząstek egzotycznych, np. masywnych cząstek supersymetrycznych lub monopoli magnetycznych. Eksperyment jest w fazie przygotowania[14].

Zderzenia protonów będą następowały 30 mln razy w ciągu sekundy, a detektory LHC będą produkować około 140 TB danych na dzień. Dane z detektorów będą analizowane przez ogólnoświatowy gridowy system komputerowy WLCGrid. Budowa LHC wspomagana była przez projekt przetwarzania rozproszonego LHC@home.

## Wielki Zderzacz Hadronów w kulturze masowej
- Wielki Zderzacz Hadronów pojawił się w książce Anioły i demony Dana Browna; urządzenie wytwarzało antymaterię, która była wykorzystywana w walce z Watykanem. CERN opublikowało listę nieścisłości, krytykując błędne zobrazowanie działania urządzenia oraz ignorancję wobec prawdziwych zasad fizyki[16].
- 3 listopada 2009 pojawiła się informacja o przegrzaniu olbrzymich, nadprzewodzących magnesów[17] z powodu upuszczonego przez ptaka kawałka bagietki. CERN zdementował tę pogłoskę przyznając, że w jednej z podstacji energetycznych zasilających kriodipole faktycznie znaleziono kawałki chleba. Niepotwierdzoną spekulacją pozostaje jednak ich związek z chwilowym brakiem zasilania i automatycznym zadziałaniem zabezpieczeń. Awaria nie spowodowała żadnych uszkodzeń ani opóźnień w pracy akceleratora, jak spekulowały media[18].
- Jeden z pracowników CERN stworzył utwór rapowany Large Hadron Rap oraz teledysk wyjaśniający działanie urządzenia[19].
- W 2013 roku zespół thrash-metalowy Megadeth wydał album zatytułowany Super Collider, którego nazwa oraz okładka odnoszą się do Wielkiego Zderzacza Hadronów.
- Kanadyjski muzyk rockowy, Nim Vind napisał piosenkę „Hadron Collider” nawiązującą do zderzacza hadronów.
- Japońska powieść wizualna – Steins Gate – i animacja o takim samym tytule przedstawia historię, w której grupa przyjaciół konstruuje mikrofalówkę, pozwalającą wysłać wiadomości tekstowe w przeszłość. Wykonują oni różne eksperymenty mające pozwolić określić naturę tego zjawiska. Badaniami nad podróżami w czasie zajmuje się również organizacja SERN, a w produkcji wielokrotnie przewijał się motyw LHC.
- Odniesienia do Wielkiego Zderzacza Hadronów pojawiają się wielokrotnie w sitcomie "Teoria wielkiego podrywu" (ang. The Big Bang Theory) oraz „Młody Sheldon” (ang. Young Sheldon).
- Jeden z odcinków serialu "Świat według Kiepskich" nosi tytuł pt. "Wielki zderzacz hadronów." Jest to odcinek 562 z 2019 roku.[20]
- Ludwik Jerzy  Kern napisał słynny wiersz: "Telefon z Genewy" https://przekroj.org/sztuka-opowiesci/ludwik-jerzy-kern-telefon-z-genewy/